# فرنچ پرس

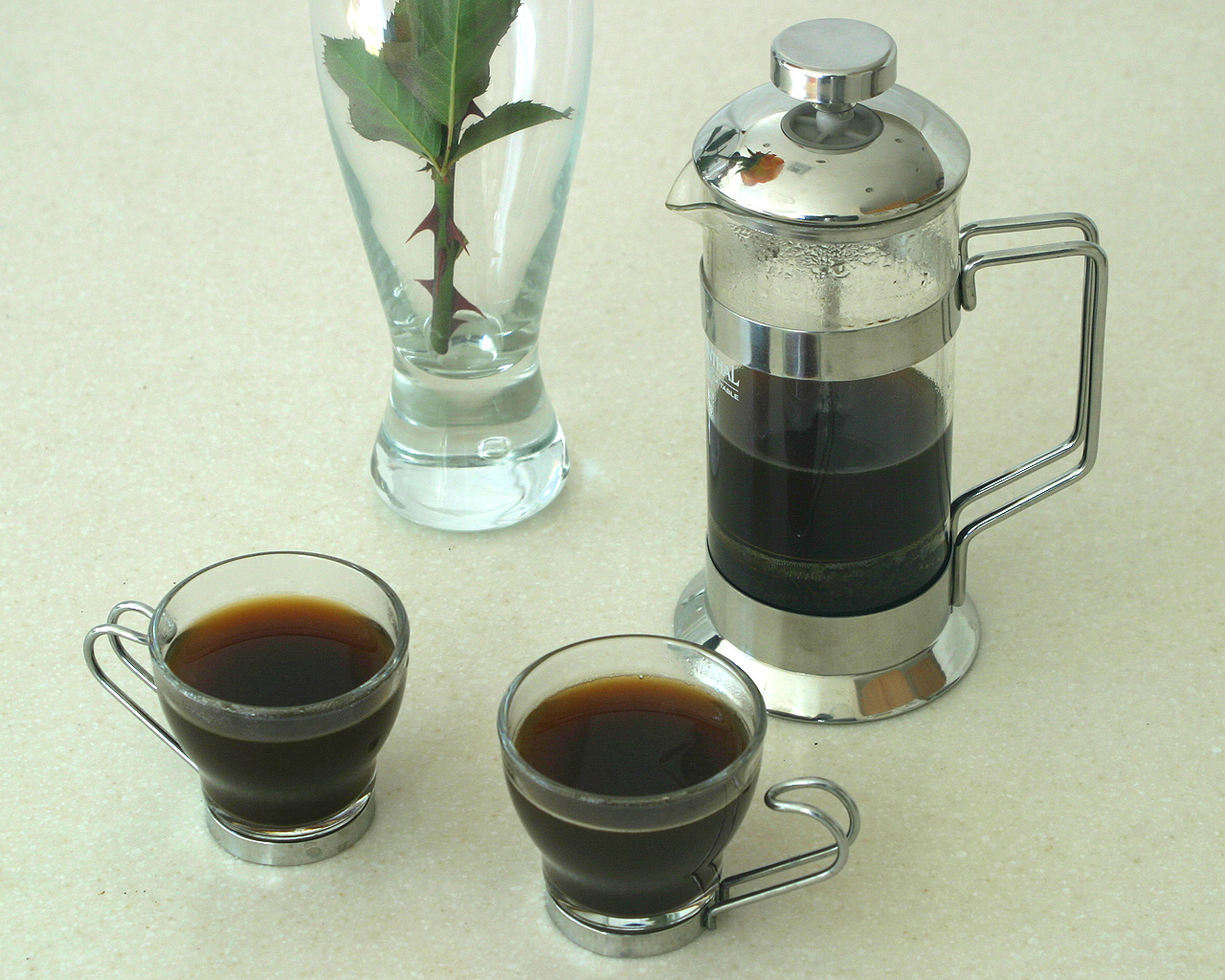
تجهیزات فرنچ پرس قهوه

دم کن فرانسوی (انگلیسی: French press)  یک وسیلهٔ ساخت قهوه است که توسط آتیو کالیمانی (Attilio Calimani) ایتالیایی در سال ۱۹۲۹ اختراع شد. این روش ساخت قهوه با نام‌های متفاوتی در کشورهای دنیا شناخته می‌شود.

## خصوصیات
این قهوه‌ساز با حرارت مستقیم کار نمی‌کند و اجزای تشکیل دهنده آن شیشه حرارتی، استیل یا پلاستیک مخصوص و دسته پرس کردن می‌باشد. برای درست کردن قهوه فرانسوی از فرنچ پرس استفاده می‌شود که می‌توان به جای آب از شیر هم یا همراه با شیر هم استفاده کرد.